# Cuadra (urbanismo)

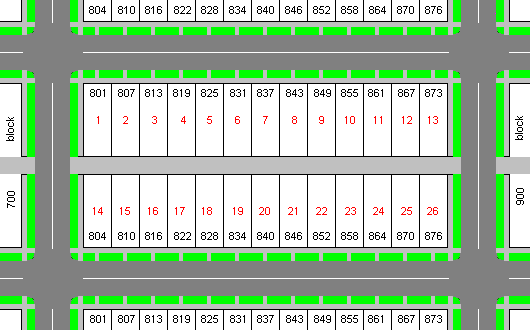
Mientras la manzana es de forma cuadrada o rectangular, la cuadra es el espacio lineal entre esquinas.

El vocablo cuadra se utiliza en América para referirse al espacio lineal que abarca desde las dos esquinas formadas por la intersección de una calle con otra hasta las dos esquinas formadas por el próximo cruce. Suele tener entre 100 y 150 metros de longitud.
La cuadra incluye las dos aceras enfrentadas; tanto la de numeración par como la de numeración impar, que se encuentran en manzanas diferentes. Por lo general, existen cuatro cuadras por cada manzana, aunque también hay manzanas de tres cuadras.

## Latinoamérica

### Nicaragua
Una cuadra en Nicaragua es una de las 4 o 3 calles que rodean una manzana , sus medidas son totalmente irregulares, (nótese que no es el mismo concepto de manzana en unidad de superficie, y que sus medidas son 100 varas, unos 83.59 a 84 metros por lado o 10 000 v²), Generalmente, en las ciudades tienen estándares de 100 metros a pesar de ello (por inconvenientes topológicos del terreno disponible y de nulo patrón urbanístico) estas medidas se pueden acortar o bien alargar drásticamente de un lugar a otro. 
Cabe destacar que cuadra en direcciones es no relativo a 100 metros y no una mensura exacta en este país, sino un bloque que abarca desde las dos esquinas formadas por la intersección de una calle con otra hasta las dos esquinas formadas por el próximo cruce..

## Numeración de cuadras y portales
En el continente americano (al menos en la mayoría de los países)[cita requerida] la numeración de los portales o puertas exteriores es como sigue:
Comienza la numeración en un extremo de la vía pública, generalmente el que arranca de la vía más importante, o en otros casos el más próximo al centro urbano. En una de las aceras o veredas, generalmente la del lado izquierdo en el sentido de la numeración creciente, van los números impares. En la acera o vereda de enfrente, los pares. 
Cada cuadra numera como una centena. Primera cuadra, números del 001 al 099. Segunda cuadra, del 100 al 199, y así sucesivamente. Con este procedimiento, el número 1432 estará en la cuadra 15 de esa vía pública. 
Tras el número de cuadra, los siguientes números (unidades y decenas) suelen corresponder al número de metros entre el punto de origen de esa cuadra y el portal. Así por ejemplo, el número 862 quiere decir que está en la octava cuadra desde el origen de la calle y a 62 metros de la esquina inicial de esa cuadra. Estará en la vereda (acera) de los pares, generalmente al lado derecho de la calle. Es por consiguiente, un sistema de numeración que permite intuir perfectamente dónde se encuentra exactamente un portal y la distancia que nos separa del mismo. 
El sistema de numeración tiene muchas excepciones (cuando hay cuadras demasiado largas, cuando hay más manzanas en una acera que en la de enfrente, etc.).